# 萊克喬治 (紐約州村)
萊克喬治（英語：Lake George）是位於美國紐約州沃倫縣的村。

## 人口
根據2020年美國人口普查的數據，萊克喬治的面積為1.52平方千米，皆為陸地。當地共有人口1008人，而人口密度為每平方千米663人。